# شب وولی
شب وولی (به انگلیسی: Sheb Wooley) (زاده ۱۰ آوریل ۱۹۲۱ - درگذشته ۱۶ سپتامبر ۲۰۰۳) بازیگر، خواننده آمریکایی بود.
از فیلم‌های معروف او می‌توان به بازی در فیلم سیلورادو اشاره کرد.